# 真蓋特機器人對NEO蓋特機器人
《真蓋特機器人對NEO蓋特機器人》（日语：真ゲッターロボ対ネオゲッターロボ）是於2000年發售的OVA。

## 故事大綱
5年前恐龍帝国的侵略，因蓋特機器人的活躍，最後以巴武藏的犠牲作終結，大受打撃的恐龍帝国亦退到熔岩層。但是蓋特機器人的自爆亦令紐約受到毀滅性的破壞，受驚的国際社会因而決定對早乙女研究所施加壓力，迫使其凍結一切有關蓋特線的研究。
另一方面，蓋特機器人的駕駛者神隼人預見到恐龍帝国復活在即，開發出並非使用蓋特線作動力的蓋特機器人——「NEO蓋特機器人」。隨著恐龍帝国再度來襲，必須要決定3位駕駛員。
一如所料恐龍帝国再次出現。在機械恐龍引發的騷亂中，隼人終於找到第3位駕駛員，他是地下摔角之霸者——一文字號…

## 登場人物

### 對抗恐龍帝國而戰鬥的人們
一文字號（聲優：櫻井孝宏；香港配音：張振熙（港））
新蓋特小隊的第一位駕駛員，原本是地下摔角界的霸者。性格極度單純、熱血，有著強烈的戰鬥精神，討厭細心的事情。相中他有著如此性格與體力的神隼人，便讓他當上NEO蓋特機器人的駕駛員。操縱NEO蓋特1、真蓋特1。
因其性格之故，在劇中被剴和傑克稱為「野猴子（山猿）」，甚至整個小隊有時會被傑克叫「口袋猴們（ポケットモンキーとも）」。另外，在遊戲《超級機器人大戰GC/XO》中，剴評他為「猴子腦袋（頭はサル並）」。
橘翔（聲優：淺川悠）
新蓋特小隊的第二位駕駛員，小隊中的一點紅。有著冷靜沈著的性格，常與急性子又易暴走的號起衝突。原本隸屬美軍，因此認識瑪莉及傑克。操縱NEO蓋特2、真蓋特2。
大道剴（聲優：櫻井敏治）
新蓋特小隊的第三位駕駛員。因其友善認真的性格，通常擔任3人中調解者的任務。最終回片尾中可得知他非常能吃。另外，其他作品中的剴大都是滿身筋肉的體型，本作則描繪成胖子體形。操縱NEO蓋特3、真蓋特3。
流龍馬（聲優：石川英郎）
5年前與恐龍帝国之戰，操縱蓋特1的原駕駛者。武藏死後並沒有真的去別處旅行，在早乙女博士陷入危機時再次現身，並救了博士。徒手格鬥的達人，擁有超乎常人的身体能力。即使是為救孩子們而從高空飛行中的NEO飛鷹號（ネオイーグル号）直接跳下來，依然亳髮無損。
因為已經引退，所以並無駕駛蓋特機器人，在白刃戰能將恐龍帝国士兵徒手撲殺。
神隼人（聲優：内田直哉）
蓋特小隊的指揮官。曾是蓋特2的駕駛員。性格冷靜，為達到目的可以不擇手段。為了對恐龍帝国的復活作準備，因而建造了NEO蓋特機器人及編成蓋特小隊。劇中曾駕駛過NEO飛鷹號。
與漫畫版《蓋特機器人號》同様，最初戰鬥受傷的原因是因為身體已受不了合體（ゲッターチェンジ）的衝擊。
巴武藏（聲優：梁田清之）
蓋特3的駕駛員。5年前他孤身一人在紐約與恐龍帝国死鬥，最後將自己連同恐龍帝国在紐約一起自爆戰死。有強烈的正義感，但是處事欠缺冷靜。
早乙女博士（聲優：富田耕生）
研究蓋特線的第一人。開發了真蓋特機器人，但因日本政府勒令要凍結對蓋特線的研究，因此將博士軟禁。
敷島博士（聲優：八奈見乘兒）
NISAR的研究者。在兵器開發的能力方面是天才級，外貌和行動模式大都是個瘋狂科學家般。就算龍馬在場有時還是會暴走。
傑克·金（聲優：西脇保）
美軍所屬德州馬克的駕駛員。衣著打扮成牛仔般。在《超級機器人大戰系列》中是個會「說奇怪的英語（変な英語で話す）」的角色，號評他為「作弊的外國人（インチキ外人）」（小說版和初出的TV動畫版一樣只是用普通的口調）。
瑪莉·金（聲優：新千惠子）
德州馬克的帽子機的駕駛員。比起兄長說話比較正統，說話時總是充滿英語語調。

### 恐龍帝國
巴特將軍（聲優：若本規夫）
負責戰鬥部門，哥魯的心腹。號稱利劍將軍（ジェネラルソード）並且持有名劍，擁有很高的戰鬥能力。
格拉利長官（聲優：辻村真人）
哥魯的心腹。負責擔當參謀的角色因此不會赴前線作戰，在最終話駕駛自己設計的「機械恐龍•基拿」（メカザウルス・ゲラ）赴前線。
尼安（聲優：檜山修之）
因對蓋特線持有抵抗力原故而被幽閉迫害的地龍一族之男。為了解放他們一族，因而駕駛在早乙女研究所內保管的試作型蓋特並向NEO蓋特機器人猛攻。最後在真蓋特機器人將試作型蓋特的蓋特線抽出之際，因駕駛倉內部的蓋特線濃度超過地龍一族可承受的限界而死亡。
帝王哥魯（聲優：内海賢二）
恐龍帝国的皇帝。5年前，因蓋特機器人的自爆而瀕死並身陷重傷，身体大半被改成機械化後得以生存，企圖再對地上作侵略。
故事後半與歐帕茲的巨大UFO融合，自身巨大化後追擊真蓋特。

## 登場機械人

### 蓋特機器人
蓋特機器人
初代蓋特機器人。本作只有巴武藏1人乘搭（流龍馬、神隼人本來也是駕駛者，但在作中沒有乘搭）。紐約的最終決戰時自爆。雖然對恐龍帝国有着毀滅性的打擊，但亦使得蓋特線的研究被禁止。
NEO蓋特機器人
由NISAR開發的新型蓋特機器人。由新生蓋特小隊駕駛，操縱NEO蓋特1的為一文字號、2為橘翔、3為大道剴。裝設有等離子驅動引擎，在禁止使用蓋特線的社会狀況之下，本機為不使用蓋特線，但同樣能當成蓋特機器人般使用為理念的機体。擁有凌駕初代蓋特機器人的潛力，在「沒有使用蓋特線」的情況下，依然是對視蓋特線為致命弱點的恐龍帝国的絕對王牌，然而卻有着有限能源的缺點。另外與《蓋特機器人號》一樣，1號負責陸戰，2號則是空戰。
作為對恐龍帝国的先鋒有着不俗的戰績。在早乙女研究所裡對着一大群試作型蓋特的戰鬥中，即使在沒有號的狀態下使能力有所下降，卻依然維持高戰鬥力。可惜敵人在等同有無限能源供給的蓋特能源支持下，NEO蓋特有限能源的弱點就使他們陷入絕境。就在快不能戰鬥之時真蓋特出現並解救了危機，翔和剴及後亦換乘到真蓋特。另外，在最終決戰時NEO飛鷹号載着隼人、敷島博士和龍馬突入UFO內。
其他譯名：新三一萬能俠（寰宇（香港））
真蓋特機器人 & 神蓋特機器人
全長55m、重220t。
本作的設定中真蓋特機器人是作為蓋特機器人的後繼機而開發。
原本想在紐約與恐龍帝国的決戰時投入戰鬥，可惜起動失敗。最後單騎奮戰的蓋特機器人及其駕駛員武藏決定自爆，將恐龍帝国與紐約同時毀滅作終。及後，基於紐約的毀滅對社會的重大影響，国際社会對日本政府施以壓力，迫令其停止對蓋特線的開發，結果日本政府屈服於輿論下只好將其封印。在恐龍帝国再次來臨之際，作為人類最後的王牌而解開它的封印，在一文字號的努力終於起動成功。取代在早乙女研究所内被大量試作型蓋特圍攻至重傷的NEO蓋特機器人，投入對恐龍帝国的戰線。
機體能力甚高，有將巴特將軍及格拉利長官壓倒性擊敗的強大戰鬥力。之後，在最終決戰時被巨大化的哥魯陷入苦戰，在快要被擊破之際，進化成名為神蓋特機器人的形態一舉逆轉形勢。在無視哥魯攻擊下，只用一記反擊便將哥魯瞬殺。
武裝
- 本作中，蓋特戰斧的日文原文設定為「雙重戰斧」（ダブルトマホーク・ランサー），設計亦簡樸化，亦沒有前作真蓋特的「眼珠」。
- 設定上有蓋特烈日彈（ストナーサンシャイン），但在劇中沒有使出過。在遊戲《超級機器人大戰R》中作為隱藏武器登場。
- 真蓋特2的必殺技，變更為幻影鑽頭（ミラージュドリル）。
- 真蓋特3的武裝中，飛彈風暴的日本名稱由Missile Storm（ミサイルストーム）變為Missile Bomb（ミサイルボム）另外，繼承武藏3號機位置的剴並沒有使出過大雪山崩落。

試作型蓋特
沉睡在早乙女研究所格納庫，蓋特機器人的試作機。隼人稱它們為「亡靈」的機体。
作為製造蓋特機器人和真蓋特時技術基礎的機体，數量甚多。特別一提的是尼安的搭乘機除了頭部外，外觀與蓋特機器人G是一樣的。
被恐龍帝国特殊部隊，對蓋特線有抵抗力的地龍一族在入侵早乙女研究所時駕駛。單体實力並不強，NEO蓋特足以應付它們，不過在研究所地下藏有大量試作型蓋特，使他們用壓倒性的數量圍攻NEO蓋特。NEO蓋特在號不在陣的情況未能引出最大潛力，加上能源快耗盡，在快不能戰鬥之際，試作型蓋特被真蓋特起動時奪去了蓋特能源，絕大的蓋特線威力將駕駛者全部吹飛，機体機能停止。

### 美軍的兵器
德州馬克
美軍所屬的機械人。駕駛員為傑克·金和瑪莉·金。使用手槍和來福槍。在美國白宮及各国的美國領事館的敷地内，都埋有個收納大型來福槍的棺材型盒子。備有馬型支援機械牧場王（Pascha King/）。頭部的帽子機械可變成盾牌，此時瑪莉的本體亦會移去別處。有參加最終決戰。
其他譯名：德州牛仔（寰宇（香港））

## 工作人員
- 企畫 - DYNAMIC企畫
- 原作 - 永井豪・石川賢
- 監督 - 川越淳
- 系列構成 - 藤田伸三
- 人物、機械原案 - 石川賢
- 人物、機械設計 - 鈴木藤雄
- 機械設計協力 - 田中良
- 美術 - 野崎俊郎
- 色彩設計 - 原田幸子
- 攝影 - 宇津畑隆
- 編集 - 關一彦
- 音樂 - 信田かずお
- 音響監督 - 岩浪美和
- 製作人 - 南喜長、小林辰与、森本浩二、徳原八州、水野さつき、田中渉
- 製作 - 早乙女研究所（萬代影視、DYNAMIC AUDIO企畫、電通）

## 主題歌
主題歌「STORM」
作詞：工藤哲雄、作曲：千沢仁、編曲：須藤賢一、主唱：JAM Project featuring 水木一郎&影山浩宣
片尾曲「RISING」
作詞：工藤哲雄、作曲：千沢仁、編曲：須藤賢一、主唱：JAM Project featuring 水木一郎&影山浩宣
最終話片尾曲「yeah!yeah!yeah!」
作詞：工藤哲雄、作曲：釜萢弘、編曲：河野陽吾、主唱：遠藤正明

## 各話標題
| 話數     | 標題 | 中文標題                | 脚本     | 分鏡     | 演出       | 作畫監督                        | 發售日         |
| -------- | ---- | ----------------------- | -------- | -------- | ---------- | ------------------------------- | -------------- |
| change 1 |      | 出擊！！NEO蓋特機器人！ | 藤田伸三 | -        | -          | 鈴木藤雄（人物） 田中良（機體） | 2000年12月21日 |
| change 2 |      | 登場！！德州馬克！      | 藤田伸三 | 寺東克己 | 雄谷将仁   | 鈴木藤雄（人物） 田中良（機體） | 2001年2月25日  |
| change 3 |      | 復活！！真蓋特機器人！  | 藤田伸三 | 西森章   | 中山敦史   | 中野典克 中原竜太（機體）       | 2001年4月25日  |
| change 4 |      | 開拓！！地球的未來！    | 藤田伸三 | 川越淳   | 元永慶太郎 | 鈴木藤雄（人物） 田中良（機體） | 2001年6月25日  |

## 小說版
作者：遠藤明範、插畫：鈴木藤雄・田中良、封面繪圖：石川賢。角川Sneaker文庫全2卷。

## 外部連結
- 真蓋特機器人對NEO蓋特機器人 官方網站 （页面存档备份，存于）